# گریس سیتی (داکوتای شمالی)
گریس سیتی(به انگلیسی: Grace City) شهری در ایالت داکوتای شمالی کشور ایالات متحده آمریکا است که جمعیت آن در سرشماری سال ۲۰۱۰ میلادی، ۶۳ نفر بوده‌است.